# Crushed Up
«Crushed Up» — песня американского рэпера Фьючера, выпущенная 4 января 2019 года в качестве лид-сингла с его седьмого студийного альбома The Wizrd, который вышел двумя неделями позже. Продюсерами песни выступили Wheezy, Matt Cap и Ricky Racks, все трое из которых написали песню в соавторстве с Фьючером. В песне Фьючер рассказывает о своём роскошном образе жизни, особенно о ювелирных украшениях и бриллиантах.

## Отзывы
Песня получила одобрение музыкальных критиков. Карлтон Джахмал из HotNewHipHop написал, что песня «звучит отполированной до совершенства», добавив: «Его вокал безупречно смешан с успокаивающими синтезаторами. Удары в инструментальной части заставят вас кивать головой, как только они прозвучат, а затягивающий припев уже засел у меня в голове».
Billboard поставил её на 71-е место в списке 100 лучших песен 2019 года, назвав её «самым могучим синглом 2019 года».

## Музыкальное видео
Официальное музыкальное видео было выложено на YouTube за день до выхода сингла. Режиссёрами клипа выступили Спайк Джордан и Себастьян Сдуйгуи. Видео начинается с того, что мальчик попадает в «альтернативную вселенную зимней страны чудес». Затем обстановка меняется на особняк, с потолка которого падает снег. Фьючер проходит по особняку в различных нарядах, за ним следуют балерины и «некоторые жуткие ползучие существа, такие как тарантулы и скорпионы».

## Чарты

### Еженедельные чарты
| Чарт (2019)                           | Высшая позиция |
| ------------------------------------- | -------------- |
| Канада (Billboard Canadian Hot 100)   | 41             |
| Литва (AGATA)                         | 91             |
| Новая Зеландия (RMNZ)                 | 13             |
| Великобритания (OCC UK Singles)       | 81             |
| США (Billboard Hot 100)               | 43             |
| США (Billboard Hot R&B/Hip-Hop Songs) | 18             |

## Сертификации
| Регион                                                                      | Сертификация | Продажи   |
| --------------------------------------------------------------------------- | ------------ | --------- |
| Канада (Music Canada)                                                       | Платиновый   | 80 000    |
| США (RIAA)                                                                  | Платиновый   | 1 000 000 |
| Данные о продажах + прослушиваниях приведены только на основе сертификации. |              |           |